# اميرال عاديلي عازمي
اميرال عاديلي عازمي (13 يناير 1996 بسنغافورة - ) هو لاعب كرة قدم سنغافوري في مركز الدفاع. شارك مع منتخب سنغافورة تحت 23 سنة لكرة القدم ومنتخب سنغافورة لكرة القدم. أما مع النوادي، فقد لعب مع يانج لايونز.

## روابط خارجية
- اميرال عاديلي عازمي على موقع قاعدة بيانات كرة القدم.إي يو (الإنجليزية)
- اميرال عاديلي عازمي على موقع ناشيونال فوتبول تيمز (الإنجليزية)
- اميرال عاديلي عازمي على موقع Soccerway.com (الإنجليزية)
- اميرال عاديلي عازمي على موقع عالم كرة القدم.نت (الإنجليزية)